# Palacio del archiduque Raniero
El palacio del archiduque Rainiero, o palacio Rainiero (anteriormente conocido palacio Engelskirchen) es una residencia aristocrática de Viena demolida en la década de 1950.

## Historia

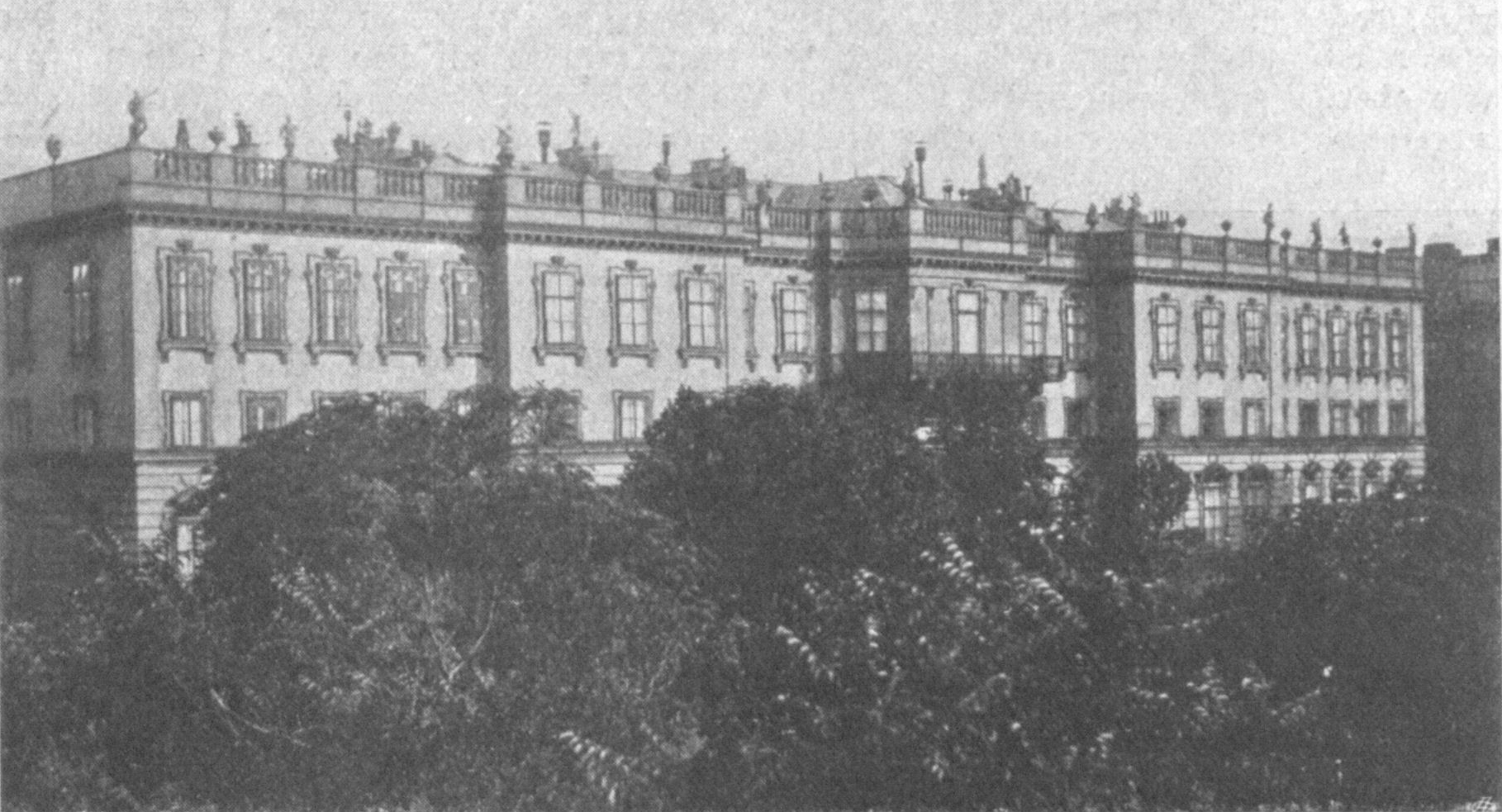
El palacio en 1915

El núcleo original del palacio se encuentra en la casa de verano construida por Leopoldo von Engelskirchen en 1710-1711. Este edificio inicial fue construido con magnificencia y estaba decorado con estatuas de Lorenzo Mattielli. Junto con el palacio fue creado un gran jardín con múltiples terrazas.
En 1728 la propiedad fue vendida a Juan Bautista von Garelli, quien fue médico de los emperadores Leopoldo I, José I y Carlos VI de Austria. La familia von Garelli conservaría la propiedad hasta 1828 cuando es comprada por un acaudalado comerciante, el barón Juan Enrique Geymüller. Geymüller ordena la reconstrucción del palacio existente para adecuarlo al gusto imperante. En 1832 se convierte en la primera casa de Viena en estar iluminada gracias al gas. En 1844 es adquirido por la Primera Caja de Ahorros austríaca que vende el inmueble en 1845 a la familia Palffy. Finalmente, en 1854 el archiduque Rainiero Fernando compra el palacio para hacer de él su residencia en Viena. Realiza algunas modificaciones sobre el edificio, que continúa teniendo como núcleo el palacio de Engelskirchen. El palacio continuará siendo residencia del archiduque y de su esposa la archiduquesa María Carolina hasta la muerte de Rainiero Fernando en 1913. El matrimonio contaba además con otras dos residencias, la villa Rainiero en Baden bei Wien y la villa Quisiana en Abbazia, en el entonces de moda, litoral austríaco.
Durante la Segunda Guerra Mundial, será gravemente dañado y tras la misma, en 1957 será demolido, dando paso al edificio de oficinas Semperitzentrun. Hoy este último edificio es, desde 1984, sede de la Cámara Federal de Comercio.

## Descripción
Hacia 1915, el palacio estaba constituido por un cuerpo central rectangular con 23 huecos de ventanas, dispuestos de la siguiente forma 5-3-2-3-2-3-5, siendo el cuerpo central el de mayor importancia. Se componía de una planta baja, un entresuelo o mezzannina y un piso alto principal.
La decoración exterior se configuraba con molduras de estilo clásico y detalles rococó en los huecos. El piso bajo contaba con un almohadillado.